# 아르네 티셀리우스
아르네 빌헬름 카우린 티셀리우스(스웨덴어: Arne Wilhelm Kaurin Tiselius, 1902년 8월 10일 ~ 1971년 10월 29일)는 스웨덴의 화학자이다. 1948년에 전기영동 및 흡착분석에 관한 연구로 노벨 화학상을 수상했다.

## 인물
스톡홀름에서 태어나 웁살라 대학교에서 유기화학을 공부하였다. 노벨상 수상자 테오도르 스베드베리 밑에서 연구했으며, 1931년 학위를 받았다. 1938년 웁살라 대학교에 생화학과가 신설되자 초대 교수가 됐으며, 전기영동과 흡착 분석의 연구는 유명하다. 이러한 공로로 1948년에 노벨 화학상을 받았다.

## 수상 경력
- 1948년 : 노벨 화학상
- 1955년 : 프랭클린 메달

## 회원
- 1957년 : 왕립학회 외국인 회원 선출[1][12]